# Vic-en-Bigorre
Vic-en-Bigorre è un comune francese di 5 503 abitanti situato nel dipartimento degli Alti Pirenei nella regione dell'Occitania.

## Società

### Evoluzione demografica
Abitanti censiti